# Gare de la Grave-d’Ambarès
Gare de la Grave-d'Ambarès vasútállomás Franciaországban, Ambarès-et-Lagrave településen.

## Vasútvonalak
Az állomást az alábbi vasútvonalak érintik:
- Chartres–Bordeaux-vasútvonal

## Kapcsolódó állomások
A vasútállomáshoz az alábbi állomások vannak a legközelebb:
- Gare de Cubzac-les-Ponts
- Gare de Sainte-Eulalie - Carbon-Blanc